# Кладбище на улице Липовой (Люблин)
 Памятник культуры Люблинского воеводства: регистрационный номер А/889 от 29 января 1985 года.

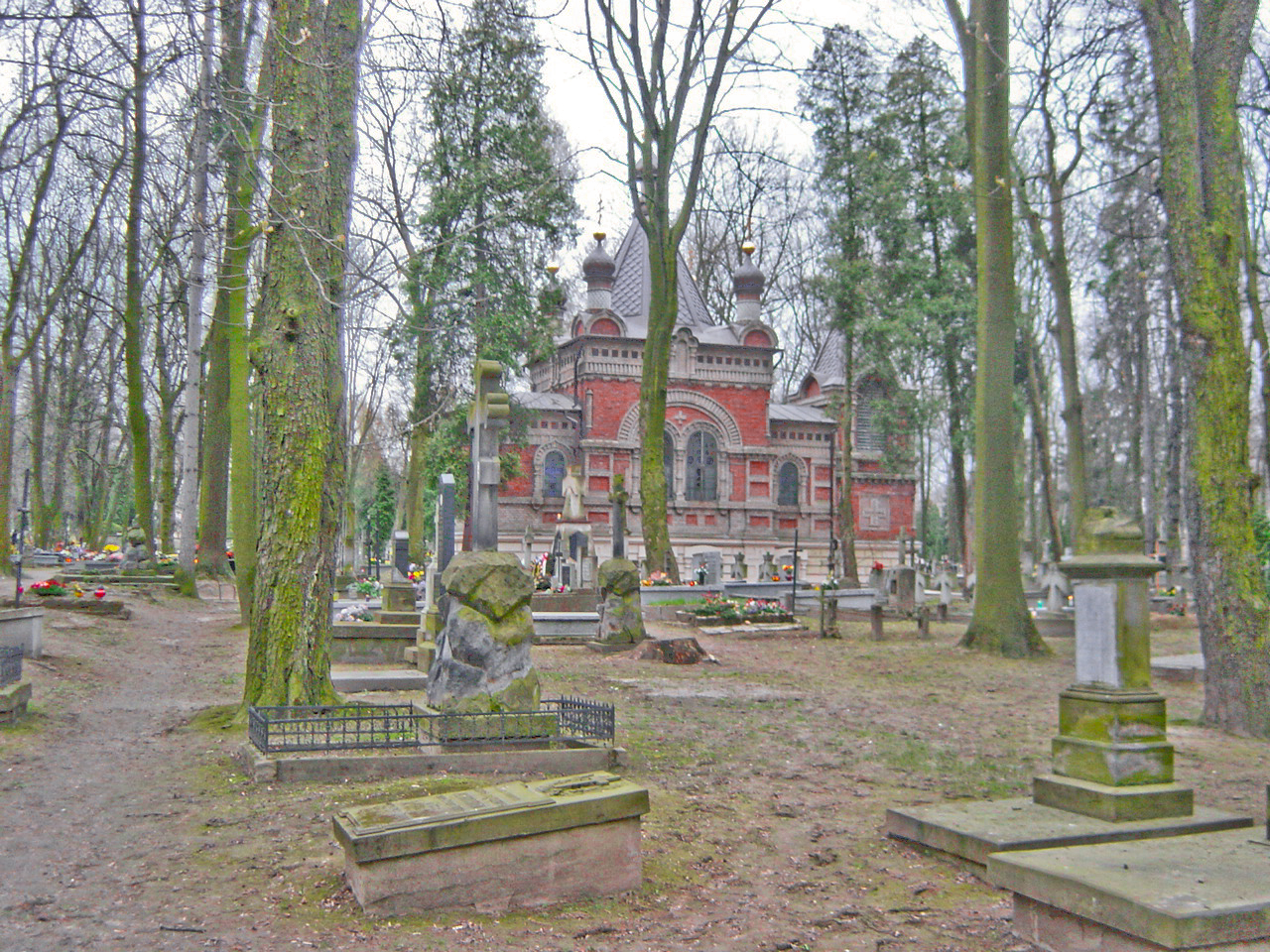
Православная церковь святых жён-мироносиц на православном участке кладбища

Кладбище на улице Липовой (пол.  Cmentarze przy ul. Lipowej ) — исторический некрополь, расположенный в городе Люблин, Люблинское воеводство, Польша. Некрополь состоит из католического, лютеранского, православного и военно-муниципального участков. Памятник культуры Люблинского воеводства.

## История
Самый старый участок кладбища датируется 1794 годом. По распоряжению австрийских властей запрещалось производить захоронения в пределах населённых пунктов. В 1794 году католический епископ холмский и люблинский Войцех Скаршевский получил разрешение от городских властей основать кладбище на территории монастыря бригиток, который находился в то время за пределами города. Площадь этого кладбища составляла 1,68 гектаров. На территорию этого кладбища после 1794 года были перенесены некоторые захоронения и могильные памятники важных католических деятелей с городских кладбищ. Некоторые захоронения этого времени сохранились до нашего времени. Первые регулярные захоронения на этом кладбище стали производиться с 1811 года. В этом же году кладбище было огорожено и засажено липами, отчего позднее близлежащая территория стала носить наименование «Липки». В этой самой старой части кладбища сегодня находятся около тысячи захоронений, датируемых XIX веком. Большинство могильных памятников на католическом участке XIX века были изготовлены из песчаника и известняка и в наше время они находятся в плохом состоянии из-за разрушения материалов.
В 1825 году возле католического участка было основано лютеранское кладбище и в 1840 году — униатское кладбище, которое со временем стало называться православным. В 1915 году во время Первой мировой войны австрийские власти использовали часть территории католического участка для захоронения погибших военнослужащих, после чего образовался отдельный военный участок, который в дальнейшем использовался муниципалитетом для захоронения известных личностей. Во времена Польской Народной Республики на военном участке производились захоронения коммунистических деятелей.
На православном участке находятся около 500 могил, большинство из которых составляют могилы солдат армии УНР атамана Семёна Петлюры, которые были союзника Польши во время Польско-советской войны 1920 года. После войны многие из них остались в Люблине, где составляли активное украинское меньшинство. В мае 2001 года на этом участке был открыт памятник, посвящённый воинам УНР.
На территории кладбища находятся часовня Всех Святых на католическом участке, церковь Святых жён-мироносиц на православном участке и часовня на военно-муниципальном участке.
29 января 1985 года некрополь был внесён в реестр памятников культуры Люблинского воеводства (№ А/889).
В 2005 году на лютеранском участке был открыт первый в Люблинском воеводстве колумбарий.